# Estación de Albolote (Metro de Granada)
Albolote es una estación terminal en superficie de la línea 1 del Metro de Granada. Está situada en el término municipal de Albolote, en el área metropolitana de la ciudad española de Granada.

## Situación
La estación de Albolote se encuentra integrada en el paisaje urbano del bulevar de la calle Jacobo Camarero, uno de los principales ejes de comunicación de la ciudad de Albolote. Junto a la estación de Juncaril es una de las dos estaciones de la red de Metro de Granada situadas en dicho municipio. 
El municipio de Albolote se sitúa a 7 km de Granada, siendo uno de los 4 municipios que cubre el sistema. La estación ya estaba prevista desde el primer anteproyecto del Metropolitano de Granada en 1998, aunque en un principio su denominación original iba a ser "Jacobo Camarero" debido al nombre de la calle en la que se encuentra. Posteriormente se cambió de criterio y se decidió inaugurar bajo el nombre «Albolote», ya que es la estación principal que da servicio al centro del municipio.

## Características y servicios
Su configuración es de andén central, con dos vías terminales, más una tercera vía de apartado. La arquitectura de la estación se dispone en forma de marquesina, con un techo y elementos arquitectónicos y decorativos en acero y cristal. Al ser una estación terminal, hace las funciones de principio y fin de la Línea 1 del metro. Su principal misión es la de servir al casco urbano de Albolote, así como a su área residencial. 
Ante una eventual ampliación del Metro de Granada hacia Atarfe prevista en una segunda fase, la estación pasaría a ser pasante, haciendo de punto de conexión entre ambos municipios.

## Intermodalidad
La estación se encuentra dispuesta en un bulevar central de la Avenida de Jacobo Camarero, en el casco urbano de Albolote, cerca del área comercial y residencial. La infraestructura de la propia estación incorpora un aparcamiento para bicicletas. La estación es intermodal con los autobuses interurbanos del Consorcio de Transportes de Granada, ya que junto a ella se encuentra una parada a la que dan servicio la línea 122, que conecta este municipio con Atarfe y Sierra Elvira.